# Comoras en los Juegos Paralímpicos de Londres 2012
Comoras estuvo representada en los Juegos Paralímpicos de Londres 2012 por un deportista masculino. El equipo paralímpico comorense no obtuvo ninguna medalla en estos Juegos.